# Arnsdorf-Hilbersdorf
Arnsdorf-Hilbersdorf war von 1970 bis 1994 eine Gemeinde im ehemaligen Kreis Görlitz im heutigen Land Sachsen.
Die Gemeinde wurde 1970 aus den benachbarten Gemeinden Arnsdorf und Hilbersdorf gebildet. Am 1. Januar 1994 schloss sie sich im Zuge der sächsischen Gemeindegebietsreform mit zwei weiteren Gemeinden zur Gemeinde Vierkirchen zusammen.
1971 betrug die Einwohnerzahl der Gemeinde 945. Bis 1988 sank sie auf 772 und erreichte 722 im Dezember 1993. Damit sank die Bevölkerungsdichte der elf Quadratkilometer großen Gemeinde von 86 Einwohnern/km² auf 66 Einwohner/km².